# Аполо – Союз
Експерименталният полет „Аполо“ – „Союз“ (на английски: Apollo-Soyuz Test Project, ASTP; на руски: Экспериментальный полёт „Аполлон“ – „Союз“, ЭПАС), съкратено ЕПАС, е първият международен съвместен полет на космически кораби – от САЩ и СССР. Полетът е извършен през юли 1975 година.

## История
Сред най-важните събития в областта на пилотираните космически полети, получило одобрението на целия свят, е скачването на околоземна орбита на космически кораби от САЩ и СССР. Този исторически съвместен полет е възприет от тесните специалисти и широката общественост като своеобразен край на космическата надпревара и начало на международното сътрудничество в областта на космическите изследвания.

### Начало на програмата
В края на 50-те и началото на 60-те години на XX век, САЩ и СССР започват разработване на национални космически програми. Въпреки че двете страни имат различен подход и приоритети в изучаването на Космоса, от самото начало сътрудничеството между тях е поставено на дневен ред. Първото официално споразумение за съвместно изучаване на космическото пространство е сключено между Академия на науките (АН) на СССР и НАСА на САЩ през юни 1962 година, в самото начало на космическата ера. Този и други ранни двустранни договори водят до създаване на двустранна връзка между метеорологическите центрове в Москва и Вашингтон, провеждане на експерименти в областта на комуникациите с помощта на космическия апарат „Ехо-2“ и съвместни научни разработки в областта на космическата биология и медицина. Въпреки това тези съвместни усилия остават ограничени в сравнение с възможностите на двете космически държави, които към края на 60-те години вече експлоатират космически кораби от трето поколение: Союз и Аполо.

### Развитие на програмата
В резултат на поредица от срещи на правителствено равнище и ниво експерти през 1969 г. двете страни постигат принципно съгласие по създаването на универсална система за скачване на космически кораби и провеждане на съвместен полет в средата на следващото десетилетие. През октомври 1970 г. са създадени обединени работни групи, всяка от които изучава различен аспект от разработката на новото стиковъчно оборудване. Проектът е окончателно одобрен на срещата на високо равнище през май 1972 г. Подписан е пет годишен „Договор за сътрудничество в изследването на космическото пространство за мирни цели“. В този договор е предвиден съвместен полет и скачване на космическите кораби Аполо и Союз, както и преминаване на екипажите от единия кораб в другия. Полетът е насрочен за средата на 1975 г. За директори на програмата са назначени д-р Г. Ланни от НАСА и член-кореспондентът на АН СССР К. Д. Бушуев.

## Цели на програмата
Основните цели на програмата за съвместен полет са:
- изпитване на елементите от системата за откриване и сближение на орбита;
- изпитване на активно-пасивния възел за скачване;
- проверка на техниката и оборудването за прехода на екипажите от кораб в кораб;
- набиране на опит за провеждане на бъдещи съвместни полети;
- изучаване на възможностите за управлението и ориентацията на скачените кораби;
- проверка на комуникациите между космическите кораби и координацията в действията на центровете за управление на полети.

## Проблеми на съвместимостта
Въпреки че системите на космическите кораби на двете държави са базирани на еднакви принципи, различията в техните технически характеристики и принципи на действия ги правят абсолютно несъвместими. Експертите, натоварени с разработване на модел за съвместимост, се сблъскват с пет основни групи от проблеми.

### Електронно оборудване
В различните кораби се използват радиоелектронни устройства за насочване със съвършено различни характеристики. Радиотехническите системи на Союз позволяват измерване на разстоянието между обектите, ъгловото положение на корабите и разсъгласуването на линиите по центровете на тежестта. Това позволява на Союз да работи както на ръчен, така и на автоматичен режим на сближение и скачване. От своя страна радиоелектронната апаратура на Аполо измерва само разстоянието между обектите. Всички други необходими характеристики екипажът определя визуално. Така корабът осъществява само ръчно сближение и скачване с друг обект. Това се налага поради твърде сложните маневри, за които Аполо е проектиран и които са осъществени в хода на лунната програма. Освен това оптическите характеристики на повърхностите на Союз не отговарят на изискванията на апаратурата на американския космически кораб.

### Стиковъчен възел
Принципът на скачване е еднакъв и за двата космически кораба, но принципът на действие и размерът на стиковъчните агрегати ги прави съвършено несъвместими помежду им. Работната група, която изучава този проблем, решава да конструира принципно нов стиковъчен възел, който да е съвместим с характеристиките на двата кораба. Проведени са общо двадесет съвещания, след което група съветски инженери под ръководството на В. С. Сиромятников се заема с конструирането на новия агрегат.

#### Стиковъчен отсек
За да не се променя базовата конструкция на корабите, инженерите разработват стиковъчен отсек, който има две основни функции: да обезпечи скачването на двата кораба и да осигури преминаването на екипажите от единия кораб в другия. За целта отсекът е съоръжен със специална шлюзова камера, която осигурява нужната декомпресия. Теглото му е около шест тона.

#### Изпитателен полет
Поради голямата сложност на конструкцията и с оглед нейното развитие, руснаците осъществяват в началото на декември 1974 г. изпитателен полет с космическия кораб Союз 16, при който извършват тестове на повечето елементи от стиковъчния отсек. Всичко минава гладко и този, може би най-важен детайл в съвместната програма, е готов в срок.

### Комуникации и управление на полета
Тази група от проблеми не е толкова сериозна, колкото другите две, но отнема не малко време и сили на инженерите от работната група. В крайна сметка са монтирани допълнителни средства за радиовръзка, стандартизирани са честотите на радиопредаване, осигурена е кабелна връзка между корабите, когато са в стиковано състояние, изпипана е връзката между центровете за управление на полетите, подобрени са процедурите по установяване на контакт. Екипите успяват да се справят в началото на 1975 г. и през пролетта на същата година са проведени наземни изпитани в двата космодрума, които преминават повече от успешно.

### Организационна и методологическа съвместимост
Четвъртата група от проблеми, също както и третата, не утежнява особено много организацията на полета, но все пак от решаването им зависи неговото практическо провеждане. За целта е изградена стандартизирана система на научната терминология, принципите на управление на полетите и действията при всевъзможни нещатни ситуации. Премахната е езиковата бариера. Отработени са съвместните действия при евентуалното възникване на аварии от всякакъв вид. Разработената методика е толкова добра, че се използва и до днес при съвместните полети на екипажи от различни страни. Основна грижа на експертите, работещи по тези проблеми, е да изберат подходящи „прозорци“ за старта на двата космически кораба, така че срещата на околоземна орбита да е скоро след изстрелването. Союз трябва да разполага с осем минути преди включването на спирачния двигател, за да се намира на слънчевата страна на Земята и космонавтите да могат да ориентират кораба ръчно. Аполо трябва да се приводни в светлата част на денонощието, за да се облекчи работата на спасителните екипи. Тези проблеми, отнова, са решени по пътя на взаимния компромис.

### Животоподдържащи системи
Както и при първите две групи от проблеми, основните принципи и технически параметри на корабите са коренно различни. На пръв поглед за експертите изглежда невъзможно преминаването на хора от единия кораб в другия. Работата е там, че 10 години по-рано, когато са проектирани тези космически апарати, инженерите са имали съвсем различни виждания по въпросите за животоподдържащите системи. Конструкторите на Союз избират за кораба земна атмосфера. За Аполо американските специалисти избират атмосфера, състояща се от чист кислород, под налягане от 280 мм, т.е. една трета от земното. При преминаването на хора от единия кораб в другия екипажите биха развили кесонна болест. За да не се получи това е прието американското предложение за монтиране на шлюзова камера в стиковъчния отсек. Руските инженери се съгласяват да намалят атмосферното налягане в Союз, което също не е просто решение, защото изисква промяна на част от бордовите системи. Така отново по пътя на компромиса е осигурена възможност за преминаване на хора от единия космически кораб в другия.
С оглед на всичко описано дотук е взето решението корабът Аполо да бъде активен при търсенето, сближаването и самото скачване. Това решение е продиктувано от основното съображение, че Аполо (конструиран за полети до Луната) има много по-голям запас от гориво и товароносимост, ще бъде носител на стиковъчния модул и ще извърши изключително сложната маневра по изваждането на стиковъчния отсек от кожуха на ракетата носител.

## Астронавти и космонавти
Девет астронавти и осем космонавти преминават пълния курс на обучение по програмата. Този курс е много по-дълъг от обичайния, защото включва интензивно езиково обучение, както и обучение на разменни начала, при което екипажите се учат да летят на чуждия космически кораб. След приключването на обучителния курс основните и дублиращи екипажи за полета придобиват следния вид.

### Основен екипаж на „Аполо“
| Пост                        | Астронавт                                   |
| Командир                    | Томас Стафорд четири космически полета      |
| Пилот на командния модул    | Ванс Бранд един космически полет            |
| Пилот на модула за скачване | Доналд „Дийк“ Слейтън един космически полет |

- Броят на полетите за всеки астронавт е преди и включително тази мисия.

Слейтън е последният полетял от първата група американски астронавти, създадена за програмата Мъркюри. По време на Аполо-Союз той става най-възрастният човек (51 г.), летял в Космоса дотогава.

### Дублиращ екипаж на „Аполо“
| Пост                        | Астронавт                          |
| Командир                    | Алън Бийн два космически полета    |
| Пилот на командния модул    | Роналд Еванс един космически полет |
| Пилот на модула за скачване | Джек Лузма един космически полет   |

- Броят на полетите за всеки астронавт е преди тази мисия.

### Основен екипаж на „Союз“
| Пост            | Космонавт                             |
| Командир        | Алексей Леонов два космически полета  |
| Бордови инженер | Валерий Кубасов два космически полета |

- Броят на полетите за всеки астронавт е преди и включително тази мисия.

### Дублиращ екипаж на „Союз“
| Пост            | Космонавт                                  |
| Командир        | Анатолий Филипченко два космически полета  |
| Бордови инженер | Николай Рукавишников два космически полета |

- Броят на полетите за всеки астронавт е преди тази мисия.

## Полет

### Старт на „Союз“
Съвместният полет започва на 15 юли 1975 г. в 12 часа и 20 мин. UTC със старт от космодрума Байконур на космическия кораб Союз 19. Безупречното изстрелване (с отклонение от стартовото време само 5 мс) е наблюдаван от 100 милиона зрители по съветската телевизия. На космодрума присъстват посланика на САЩ в СССР У. Стесел и зам. – директорът на НАСА В. Шарп. След 530 сек. третата степен на ракетата – носител е отделена и Союз 19 достига околоземна орбита. След подготвителни маневри на 4 и 17 орбита, командирът на Союз Алексей Леонов формира кръгова монтажна орбита със средна височина 225 км и инклинация 51.76°. Операцията е осъществена с минимални отклонения: максимално отклонение от орбитата 250 м. при допустимо 1500 м и време за достигане на орбита +7,5 сек. при допустимо отклонение от +90 сек. Проблемите на борда на Союз 19 са незначителни – не работят стабилно камерите и не могат да повлияят на успешния изход на полета.

### Старт на „Аполо“
Седем часа и половина след старта на Союз 19, на околоземна орбита е изведен американския космически кораб Аполо. Използваният в програмата кораб Аполо няма номер, но понякога е наричан неофициално и неправилно Аполо 18. Аполо 18 обаче е означението на планиран полет до Луната, който е анулиран поради отказано финансиране. НАСА често използва обозначението Аполо ASTP за съвместния полет през 1975 г. Стартът на Аполо е в 19:50:01 ч. на 15 юли 1975 г. Достигната е начална орбита с параметри 152/166 km. и същия наклон от 51.8°, както и при Союз 19. Един час след достигането на орбита, екипажът започва серия от фазиращи маневри за измъкване на стиковъчния отсек от кожуха на ракетата – носител. Първоначално астронавтите не успяват да демонтират стиковъчния механизъм на входа на стиковъчния отсек. Това е проблем, с който екипажите са се сблъсквали и при полетите до Луната, така че успяват да се справят в кратки срокове. След това започва търсене и сближение с руския космически кораб. Командира на Аполо Томас Стафорд открива Союз на около 200 км от своето местоположение. Дотогава неизправностите на борда на американския кораб са незначителни: има отклонения в работата на системата за отделяне на урина и изпускане на инертни газове от една от горивните магистрали на кораба.

### Съвместен полет
Скачването на орбита става 51 часа и 49 мин. след старта на Союз 19 на 17 юли 1975 г. в 16 часа 19 мин. и 09 сек. UTC и е най-критичния момент и решаваща фаза в целия проект. Томас Стафорд успява да завърши маневрата няколко минути по-рано от предвидения срок. Следващия критичен етап е преминаването на екипажите от единия кораб в другия и обратно. Стиковъчния отсек APAS-75, създаден специално за мисията, работи безпроблемно и прехода се извършва без скафандри. Събитието е предавано на живо и стотици милиони телевизионни зрители по света наблюдават срещата на командирите Томас Стафорд и Алексей Леонов. Те разменят националните флагове, а Леонов подарява на Стафорд флаг на ООН. По време на срещата държавните ръководители на САЩ Джералд Форд и на СССР Леонид Брежнев поздравяват екипажите за успешно изпълнената мисия. След 10 часа е осъществена втора среща, а по-късно и 2 взаимни визити. След това двата кораба се разделят и Союз 19 става активен при скачването. Повторната стиковка е осъществена на 19 юли 1975 г. в 15 часа 26 мин. и 12 сек. UTC и отново минава гладко, без никакви отклонения. Общата продължителност на съвместния полет е близо две денонощия – 1 ден 23 часа 07 мин. и 03 сек. На шестото денонощие след старта, Союз 19 напуска орбита и се приземява в Казахстан на 21 юли 1975 г. в 10 часа и 50 мин. UTC. Космическия кораб Аполо приключва своята мисия след три и половина денонощия на 24 юли 1975 г. в 21 часа и 18 мин. UTC, когато се приводнява в оказания район на Тихия океан (координати 21°52′00″ с. ш. 162°45′00″ з. д. / 21.866667° с. ш. 162.75° з. д.). Това е последният полет на космически кораб на САЩ от трето поколение и последен полет за американската космическа програма до 1981 г., когато започва програмата Спейс шатъл – космически кораби за многократни полети.

## Научни експерименти
По време на полета са изпълнени 32 научни експеримента, от тях 5 съвместни. Всички те дават ценни научни резултати. Може би, най-интересният от тях е изкуственото слънчево затъмнение, което прави космическия кораб Аполо, за да може Союз да направи снимки на слънчевата корона. Маневрата е осъществена след първото разстиковане и въпреки някои технически трудности всичко приключва благополучно. Друг значителен експеримент с дълговременни последици е т. нар. „микробен обмен“. Експерименталния полет предоставя уникални условия за това, защото в него участват екипажи, които се подготвят за полет в съвсем различни географски ширини и отдалечени един от друг на огромно разстояние. Взети са проби от кожата и микрофлората на екипажите, както и от въздуха в двата космически кораба. Интересен съвместен експеримент е и измерването на атомния кислород и азота в горните слоеве на атмосферата. Експеримента е проведен от американския кораб, а Союз служи като отражател на импулсните светлинни сигнали подавани от Аполо. Направен е и експеримент за изучаване на процеса кристализация и топлообмен в производството на различни материали с по-добри свойства, в сравнение с тези, произведени на Земята.
По-късно тези експерименти са продължени на борда на орбиталната станция Салют-6. По време на автономните полети съветските космонавти провеждат редица медикобиологични експерименти, а американските им колеги насочват усилията си в изучаване на земната атмосфера и някои технологични проблеми.

## Резултати от програмата
ЕПАС (Експериментален полет Аполо – Союз) е приет с голям ентусиазъм в целия свят. Открита е нова ера в космическите изследвания, значително подобряване на съветско-американските отношения и разведряване на международния политически климат. Президентът на САЩ Джералд Форд и Генералния секретар на ЦК на КПСС Леонид Брежнев в общо послание изразяват надежда, че съвместният полет е ново фундаментално начало в развитието на науката, изучаването на космическото пространство и подобряване на двустранните отношения. Генералния секретар на ООН Курт Валдхайм приветства полета и го определя като „важен стълб в световната история“ и като събитие станало възможно благодарение на сътрудничеството между двете световни суперсили. Когато през май 1977 г. изтича срока на ЕПАС е прието ново споразумение между двете страни, което лежи в основата на съвместната космическа дейност. Въпреки че полетът включва доста научни задачи (например изкуствено слънчево затъмнение, направено от Аполо, за да може Союз да направи снимки на слънчевата корона) и предоставя полезна инженерна информация, използвана по-късно в полетите на космическите совалки до орбиталната станция Мир, главната цел на Аполо – Союз е по-скоро символична. Полетът е видян като символ на политиката на облекчаване на отношенията, която двете сили започват да провеждат по това време и като подходящ край на напрежението от космическата надпревара.